# Ascalaphus aethiopicus
Ascalaphus aethiopicus là một loài côn trùng trong họ Ascalaphidae thuộc bộ Neuroptera. Loài này được Kimmins miêu tả năm 1949.